# Hendrik Soll

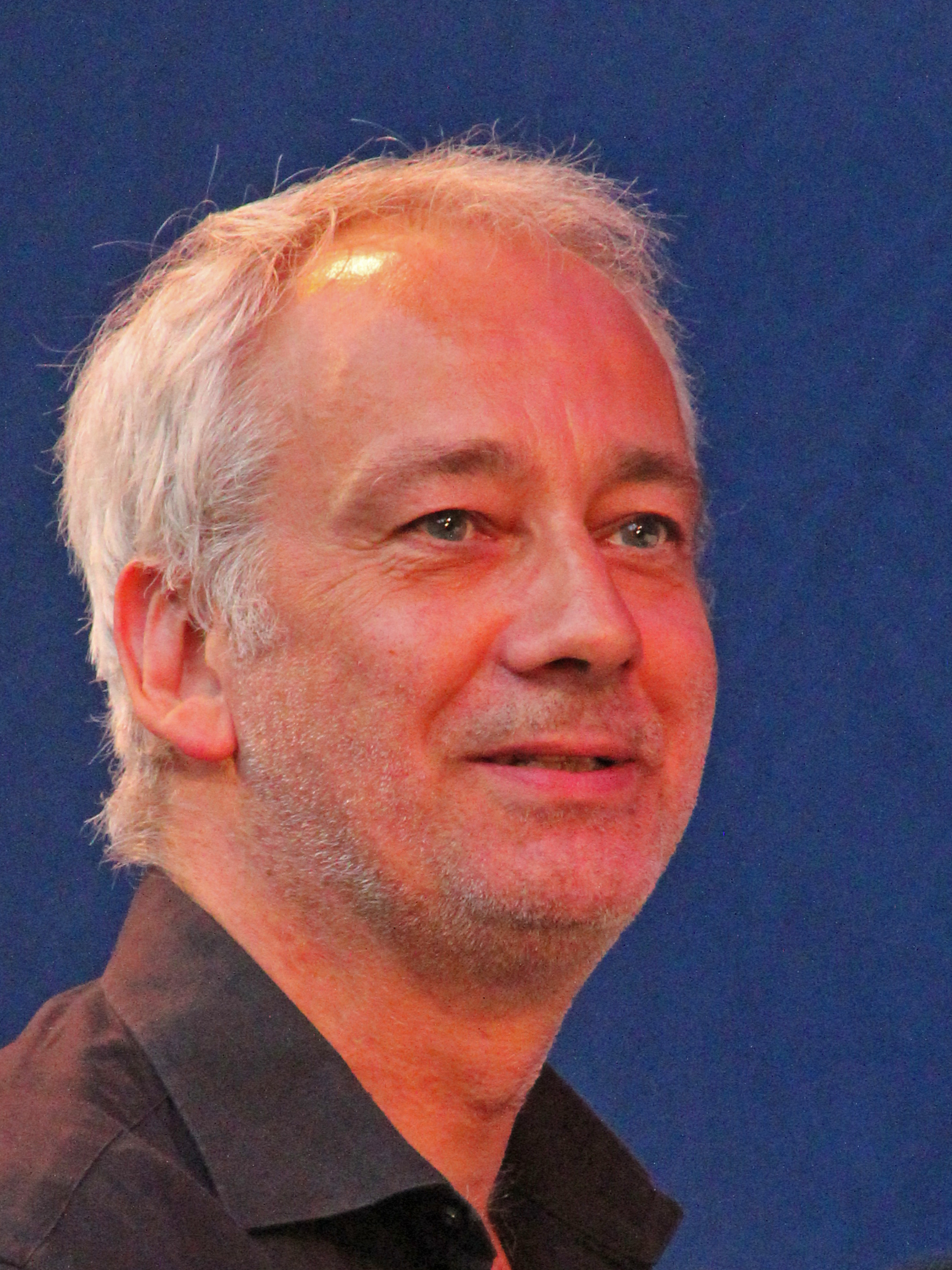
Hendrik Soll 2017 bei Jazz im Palmengarten in Frankfurt

Hendrik Soll (* 1963) ist ein deutscher Jazzpianist.

## Leben und Wirken
Soll erhielt vom Kindesalter an eine klassische Klavierausbildung und war als Jugendlicher in Bands der Musikszene Ruhrgebiet aktiv. Von 1986 bis 1989 studierte er Jazzpiano an der Hochschule für Musik und Tanz Köln. 
Nach dem Studium trat Soll zunächst in den Projekten von Joachim Ullrich und Michael Sagmeister hervor und begleitete Silvia Droste. Seit Mitte der 1990er Jahre war er Mitglied des Engstfeld/Weiss Quartett. Weiterhin gehört er zum Quartett von André Nendza und spielt mit Henning Berg (zunächst im Quartett, dann im Duo). Auch ist er Mitglied der Combo von Matthias Bergmann. Mit Bob Brookmeyers 'New Art Orchestra' trat er im New Yorker Village Vanguard auf. Weiterhin konzertierte er mit Benny Bailey, Jarek Smietana, Michiel Borstlap, Jarmo Hoogendijk und Hayden Chisholm sowie mit der Till Brönner Band auf diversen Festivals. Er hat mehrere Auslandskonzertreisen unternommen (auch durch Japan, Australien, die USA, Brasilien, China) und an Rundfunk- und Theaterproduktionen mitgewirkt.
Als Sessionmusiker hat Soll u. a. für Harald Juhnke, Ron Williams, Barbara Schöneberger, Babette van Veen, Amy Antin, Bürger Lars Dietrich oder die No Angels gearbeitet und wirkte an über 40 CD und Rundfunkproduktionen mit.
Von 1989 bis 2007 war Soll Dozent für Klavier und Ensemble an der Offenen Jazz Haus Schule in Köln. An der Johannes Gutenberg-Universität Mainz hatte er von 2000 bis 2005 einen Lehrauftrag und leitete die Jazzabteilung für eineinhalb Jahre kommissarisch. Ab 2007 war er Lehrbeauftragter für Jazzklavier und Ensemble an der Hochschule für Musik und Tanz Köln. Seit 2010 ist er dort als Professor für Jazzklavier tätig.